# Ванга
Вижте пояснителната страница за други значения на Ванга.
Вангелия (Ванга) Пандева Гущерова, известна като Баба Ванга, Леля Ванга, Петричката врачка или Ванга гледачката, е българска обществена фигура, обявила се за ясновидка.

## Детски години
Ванга е родена на 3 октомври 1911 година в град Струмица (тогава в Османската империя, днес в Северна Македония), в семейството на Пандо Сурчев, деец на ВМОРО. Майка ѝ умира, докато тя е невръстно дете. Баща ѝ е мобилизиран в българската армия през Първата световна война и Ванга живее под надзора на съседите си. В детството си Ванга е обикновено момиче и не проявява никакви особености. Обича да си играе на лекарка и предписва на приятелите си разни „лечебни“ треви. Баща ѝ се жени повторно, а тя помага в домакинската работа.

## Слепота
През 1923 година семейството изпада в крайна бедност в Струмица и се премества в родното село на бащата, Ново село. Там на 12-годишна възраст Ванга губи зрението си вследствие на внезапна буря, при която е повлечена от силен вятър, а по-късно е открита затрупана с камъни и пръст в една нива.[неблагонадежден източник]
 От 1925 година живее в дома за слепи в град Земун, където прекарва три години. След смъртта на втората си майка Ванга се прибира вкъщи, за да се грижи за по-малките си братя и сестри.

## Езотеризъм
Постепенно ѝ се приписвали пророчески способности. Твърди се, че помогнала на баща си да намери овца, открадната от стадото, което той пасял, като точно описала двора, в който била скрита. Ванга казала, че видяла всичко на сън. Става известна през годините на Втората световна война. Отчаяни хора, загубили връзка с близките си, отивали при Ванга с надеждата да ги успокои или да им каже къде се намират лобните им места.
Приписваните ѝ необичайни способности Ванга обяснява с присъствието около нея на особени невидими същества, чийто произход не може да обясни. Споделя и за съществуването на извънземни раси, които населявали и Земята.
През последните години от живота си тя финансира построяването на параклиса Света Петка Българска в местността Рупите, Петричко. Конкретният проект и изографисването (недовършено) са дело на Светлин Русев. Поради неканоничност параклисът не е осветен от БПЦ, затова за него се говори просто като за „храм“, без да се уточнява на коя религия.
Ванга умира на 11 август 1996 година.
На тържествената сесия на Общинския съвет в Петрич на 27 октомври 2012 година, проведена по повод 100-годишнината от освобождението на града от османска власт, на Ванга посмъртно е присъдено званието Почетен гражданин на Петрич.

## Предсказания
Предсказанията на Ванга изведнъж излизат на бял свят, едва след като събитията са се случили, но няма никакви доказателства те да са съществували преди това. В повечето случаи неясната формулировка на „предсказанията“ дава възможност на поддръжниците на Ванга да правят тълкувания, нагаждайки казаното към случилото се.
За неизпълнените предсказания на Ванга се говори рядко, което е показателно за склонността да им се вярва безусловно. Пример е приписваното на Ванга несбъднато предсказание, че през 2011 година „в резултат на ядрените оръжия в северното полукълбо няма да остане нищо живо. Затова мюсюлманите ще започнат война срещу всички европейци, обвинявайки ги за унищожението“.

## Отношения с властите
Ванга се сближава с дъщерята на дългогодишния диктатор Тодор Живков – Людмила Живкова, която се увлича от окултното и поддържа връзки с Ванга от началото на 70-те години на XX век. Оттам насетне Ванга се ползва с протекцията на комунистическите власти. С нарастването на славата ѝ редица чуждестранни и български политици започват да посещават Ванга. С нея са работили служители на Държавна сигурност, като не е изключено тя да е била манипулирана чрез техни внушения, които по-късно е предавала на посещаващите я политици.

## Виждане на православните и евангелските богослови
Според мнозина християнски богослови способностите на Ванга са резултат от въздействието на демонични сили. Нейните прояви, граничещи с окултизъм, изпадането в транс, отхвърлянето на задгробния живот и вярата ѝ в прераждането противоречат на християнството. Богословите на Българската православна църква смятат, че в момент на виденията си Ванга бива обладана от зъл дух и подчинена на неговата воля. Подобна позиция заема и Руската православна църква.

## Проведени изследвания на феномена Ванга
През 1966 година на Държавния научноизследователски институт по сугестология – псевдонаука, развита от ръководителя на Института Георги Лозанов, е възложено да изследва феномена Ванга. През следващите пет години в него са извършени анкетни проучвания на 7000 души, които са посетили Ванга. Резултатите показват, че 70% от хората считат, че Ванга им познава миналото, настоящето и бъдещето, което лесно може да бъде обяснено с техниката студено четене, при която участващият сам дава данни за себе си на гадаещия. Според авторите на самото проучване обаче възникналата шумна обществена дискусия е попречила тези резултати да бъдат потвърдени или отхвърлени чрез използването на по-прецизна и надеждна методология, която да елиминира въздействието на странични фактори. Освен това според авторите остава отворен и въпросът какви са причините за наблюдаваните резултати – ако те бъдат приети за достоверни, като се дискутират и характерните в подобни случаи задаване на въпроси, съдържащи част от отговора, незабележимо за събеседниците „подпитване“ и т.н. Най-сетне авторите отбелязват, че не одобряват „лековерността на хората, които се стичат пред дома на Ванга“, и заключават за пореден път, че е необходимо далеч по-задълбочено и обстойно научно изследване.

## Филми
- „Феномен“ (1976), документален филм на БТ, режисьор Невена Тошева, сценарист проф. Никола Шипковенски, оператор Йордан Стоянов;
- „Ванга“ (1996), документален филм, режисьор Стилиян Иванов – филмът многократно е будил интерес, както в България, така и в Русия. Сателитният канал на БНТ излъчва филма по няколко пъти годишно, а руската национална телевизия ОРТ кани Стилиян Иванов в най-гледаните си предавания;
- Вангелия (2013), руски сериен филм от 2013 година. БНТ излъчва първия епизод на 19 март 2014 година.

## Музейна експозиция „Ванга“
На 5 май 2008 година в град Петрич тържествено е открит за посетители домът музей на Ванга. Така се изпълнява нейната воля, отразена в завещание от 1984 година, открито след кончината ѝ през 1996 година. Около 3000 са запазените лични вещи на ясновидката. Сред тях са снимки, дрехи, подаръци от хора, на които е помагала, документи, предмети, служили ѝ приживе.
На откриването на музея са се противопоставяли недоволни роднини на Гущерова, неуспешно оспорили нейното завещание, в което тя е оставила имота си на държавата. Ръководителят на музея уверява, че всички приходи ще отидат в държавната хазна.
Днес къщата е обект към Историческия музей в града. Адресът на дома е: град Петрич, улица „Ванга“ № 10.

## Книги за Ванга
- Красимира Стоянова, Ванга, София: Български писател, 1989, 135 с.
- Димитър Гайгуров, Леля ми Ванга, София: Синева, 2014, 140 с.
- Стойчо Божков, Ванга и Мадлен, София: Божи дар, 1995, 236 с.
- Бойка Цветкова, Ванга. Живот за хората, София: Демакс, 1998, 239 с.
- Дима Димитрова, Божидар Костадинов, Ванга. Билки от вековете за вас, София, 2002, 67 с.
- Капка Георгиева, Ванга от рода на прокълнатите, София: Бумеранг БГ, 2003, 216 с.
- Спас Попов, Ванга, нейните събратя и измамникът, София: Слънце, 2008, 280 с.
- Жени Костадинова, Пророчествата на Ванга, София: Труд, 2009
- А. Марианис, Ванга – огнената Библия, София: Бард, 2011, 217 с.
- Жени Костадинова, Ванга Пророчицата, „Озарение“, 2011
- Николай Стоянов, Случаят Ванга. Един различен поглед, София: изд. „Enthusiast“, 2012, 199 с.
- Ванга – земна и неземна, изд. Фондация „Ванга“, 2013